# جيريمي شيلي
جيريمي شيلي (بالإنجليزية: Jeremy Shelley)‏ هو لاعب كرة قدم أمريكية أمريكي، ولد في 25 أكتوبر 1990 في رالي في الولايات المتحدة.

## وصلات خارجية
- جيريمي شيلي على موقع كلية كرة القدم في سبورتس رفرنس.كوم (الإنجليزية)